# 寺ヶ池
寺ヶ池（てらがいけ）は大阪府河内長野市にある、江戸時代に作られたため池。この池は釣り禁止になっている。春から夏にかけて周辺の水田へ灌漑するため、池の水量は減少するが、冬に再び石川からの用水路を通じて水が流入するため満水になる。

## 概要・周辺
- 大阪府河内長野市の北部。南海高野線千代田駅より南西へ約15分。
- 管理は寺ヶ池地区水利組合が行っている。
- 池の北側は南貴望ヶ丘地区、東側は千代田台町地区、南側及び西側は小山田町地区になる。
- 池の周囲は遊歩道が整備されており、周辺住民の散歩などに利用されている。また、近くの小学校のマラソン大会のコースにもなっている。

北堤防
- 記念碑や灌漑用の用水路の水門を開閉する「ため池観測局」がある。また、池の水が溢れ出すのを防ぐため、満水になると自動的に流れるようになっている用水路もある[1]。
- 周囲には住宅地が広がっている。また、広場やトレーニング用の遊具もある。
- 以前、遊歩道は舗装がされていなかったが、1995年から1999年にかけて舗装され、花壇やベンチが設置された。
- 毎年8月1日に行われる教祖祭PL花火芸術を見ることができて、当日の夜になると見物客で混雑する。但し、駐車場や屋台などは一切なく、公衆トイレも200m程の距離があるので注意が必要である。

- 西側から見た遊歩道
- 記念碑
- 用水路

南堤防
- 北堤防に比べると特に述べるものは無い。周囲には住宅と畑がある。

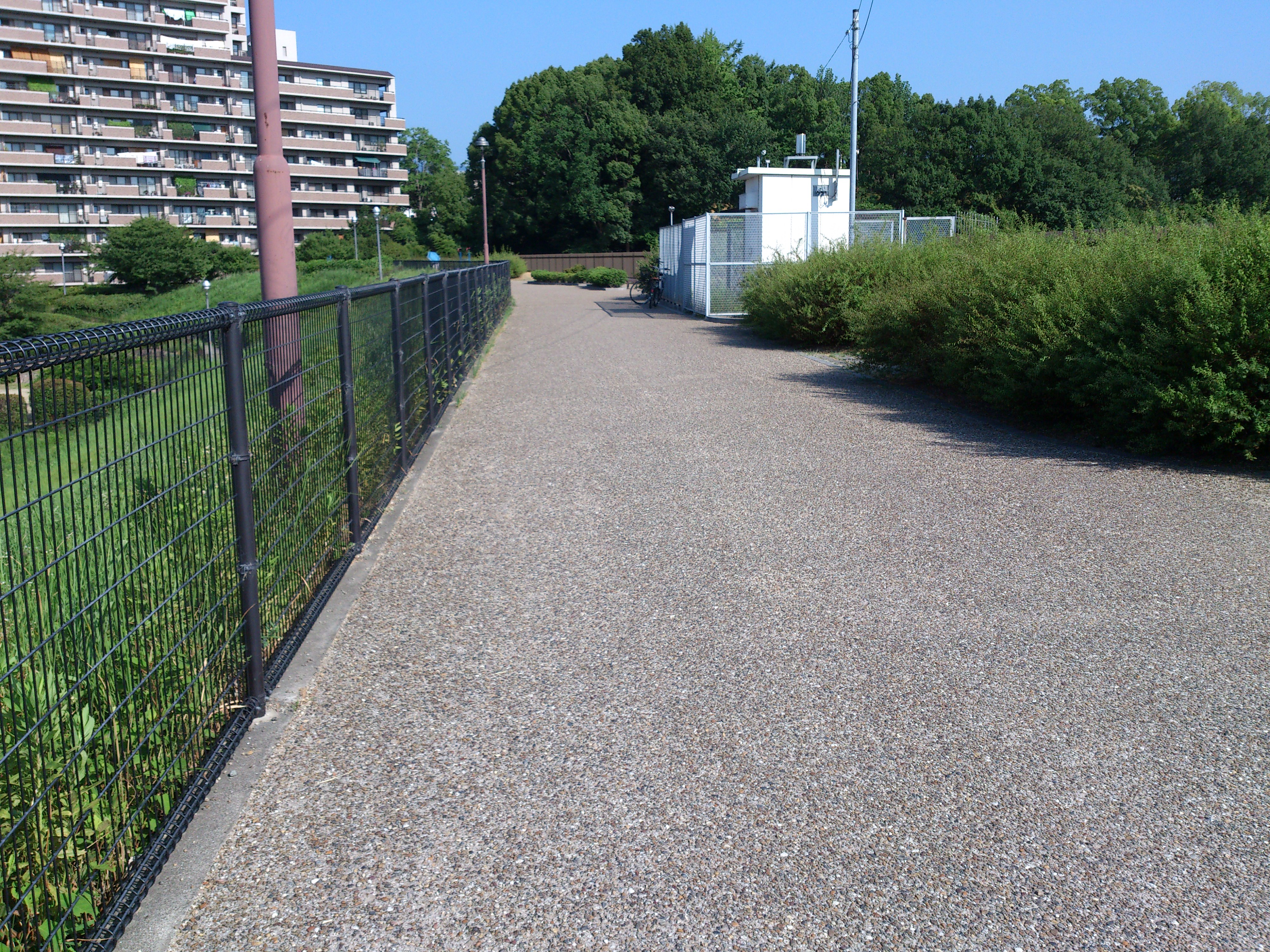
西側から見た遊歩道
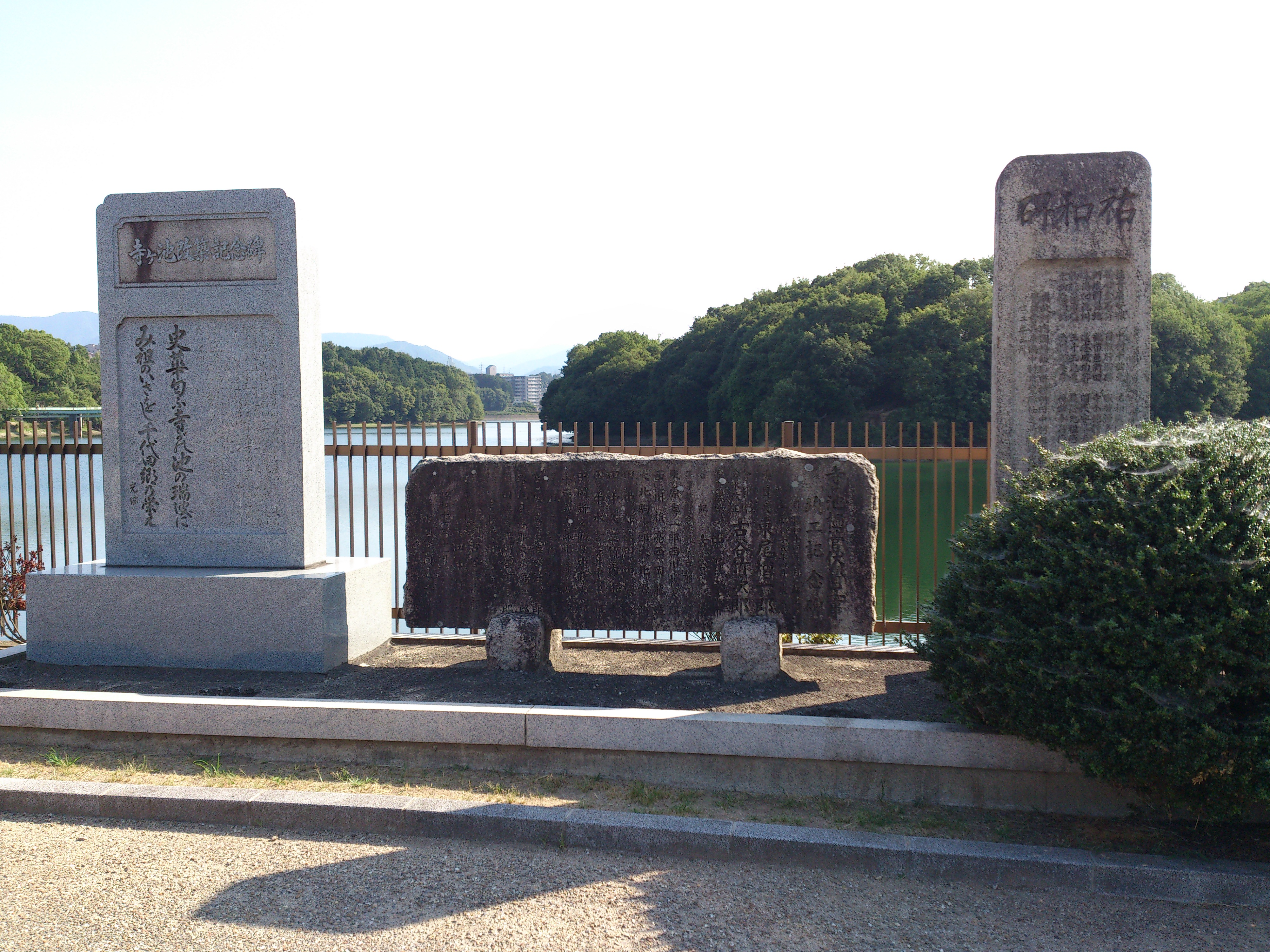
記念碑
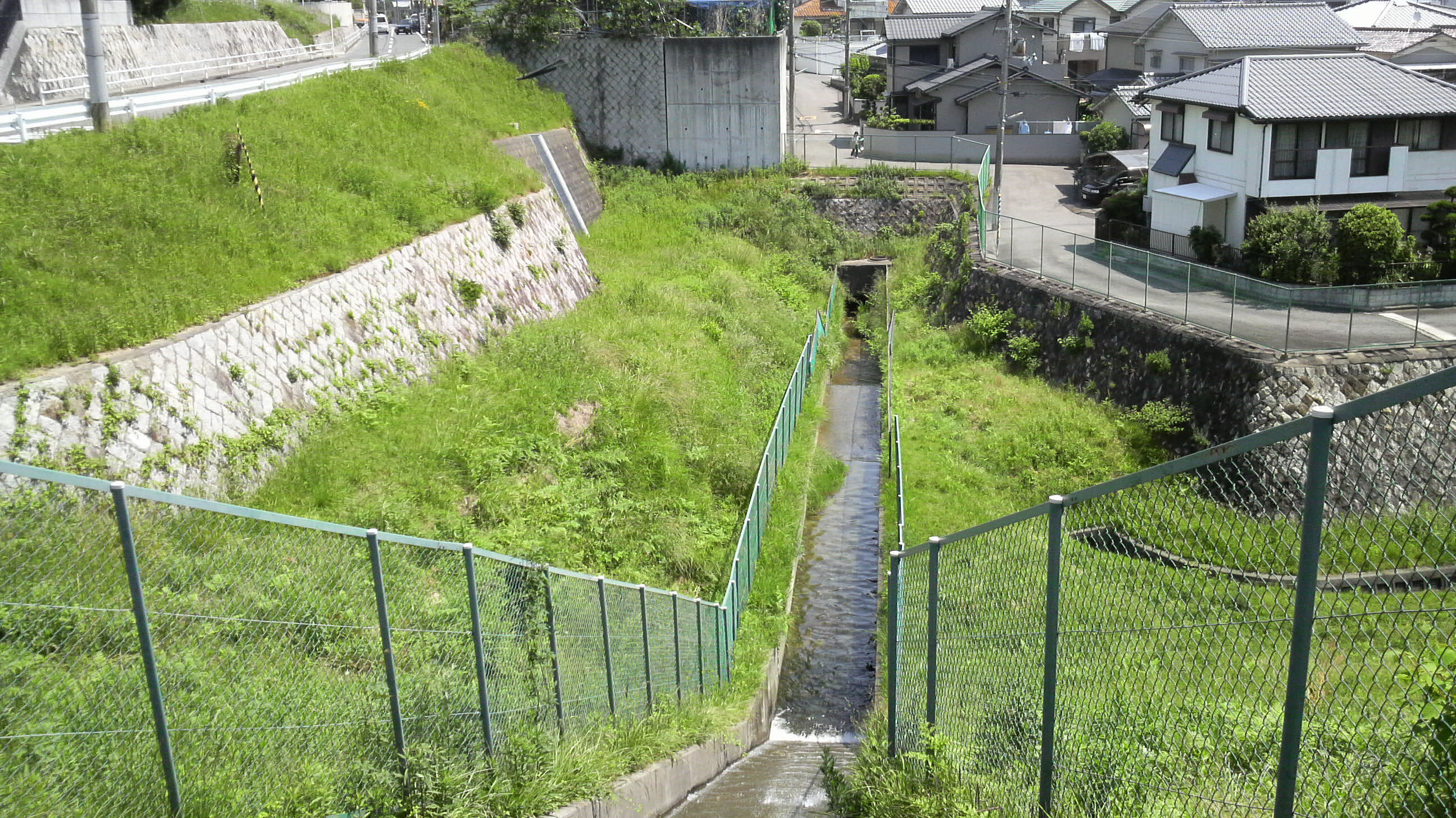
用水路

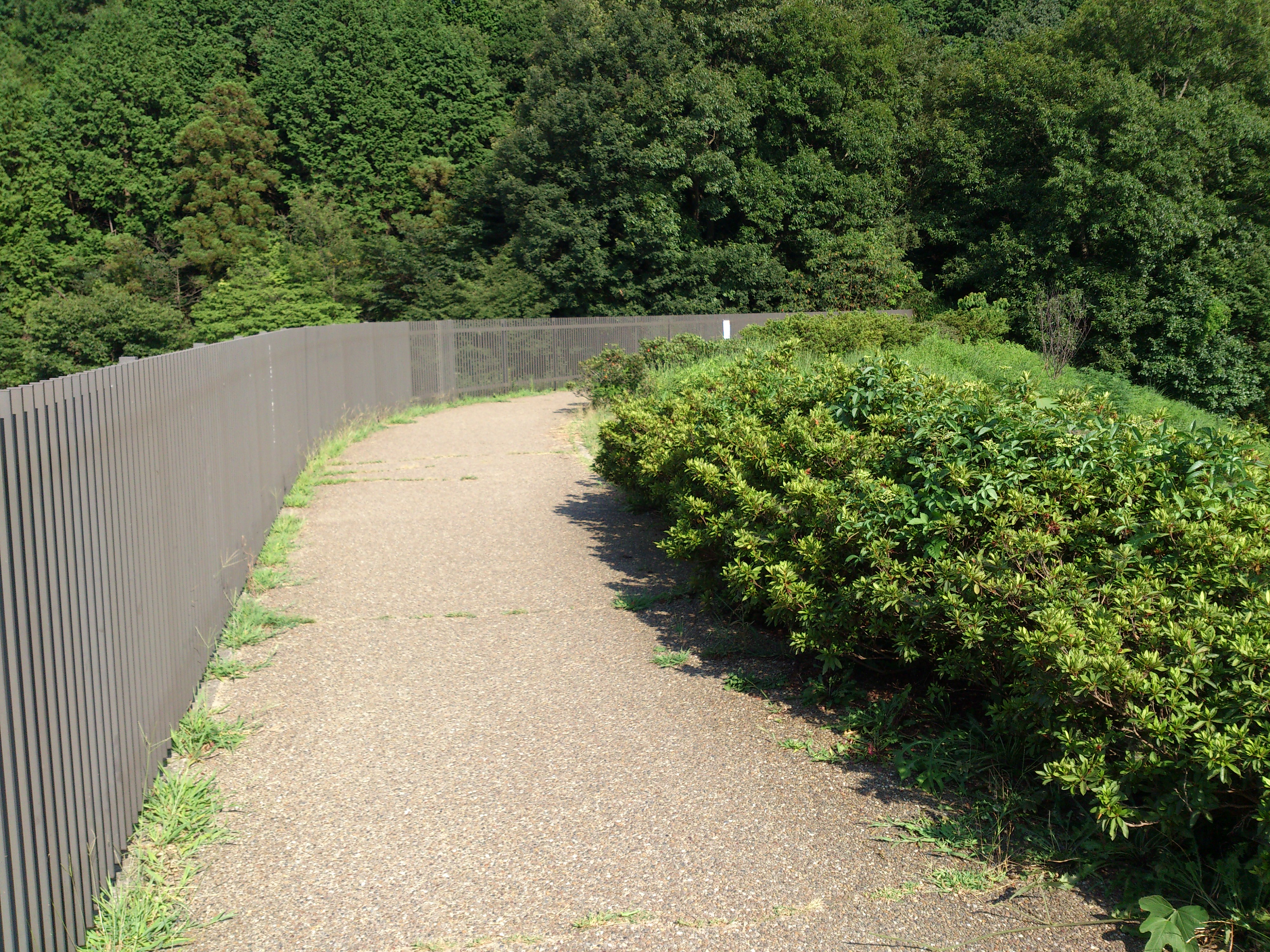
西側から見た遊歩道
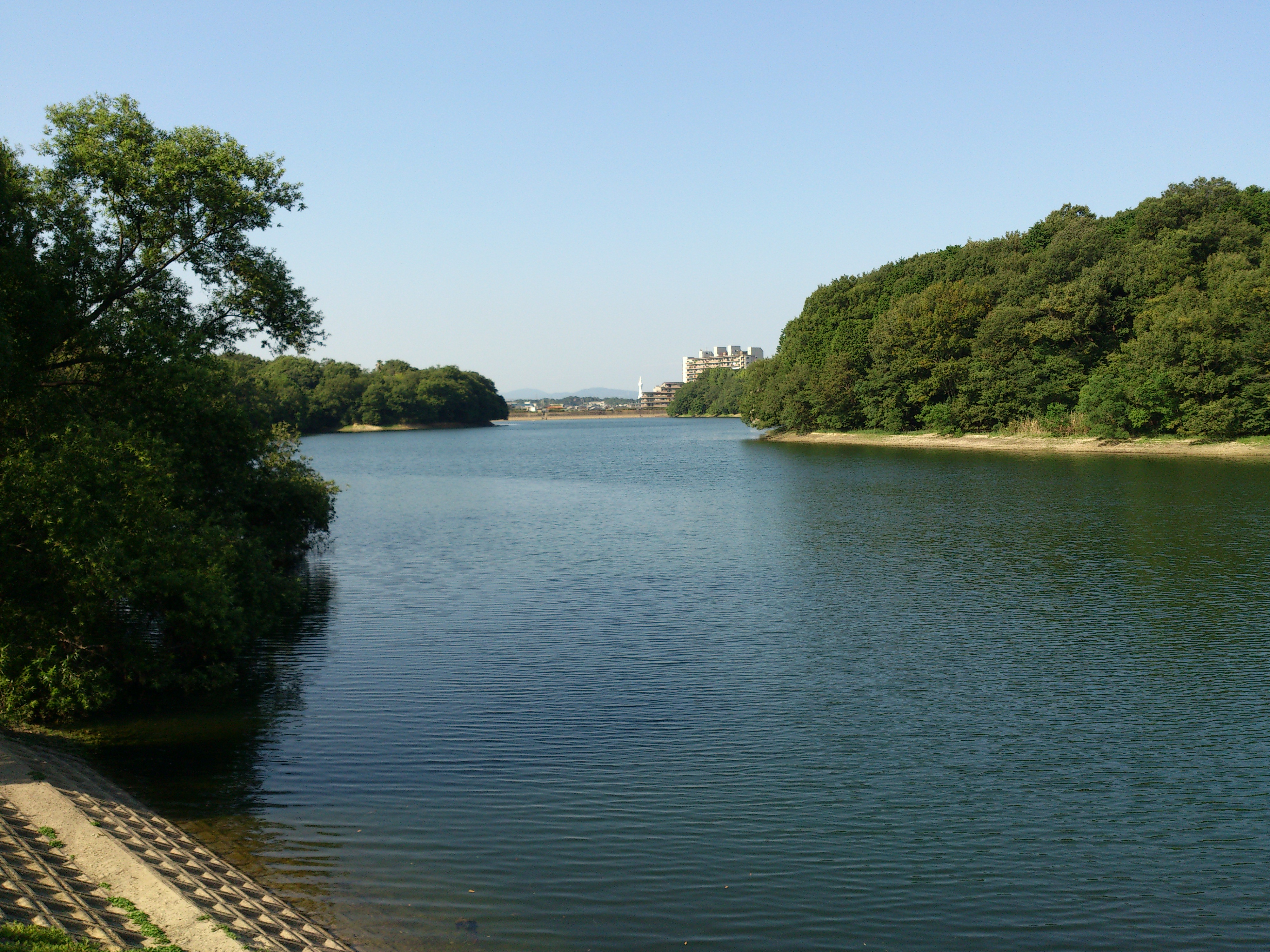
南堤防から見た寺ヶ池

用水路
- 水源となる取水口はこの池から約5.6km南西にある同市日野地区を流れる石川にあり[2]、その場所には石碑が建てられている[3]。その後用水路は北東へと続き、寺ヶ池公園の菖蒲園付近で池に流入する。
- 一方、この池の水は先述の通り周辺の水田に灌漑をしたり、北東へ約1.3kmにある灰原池の水源とするため、北堤防より用水路が設置されていて流出する。

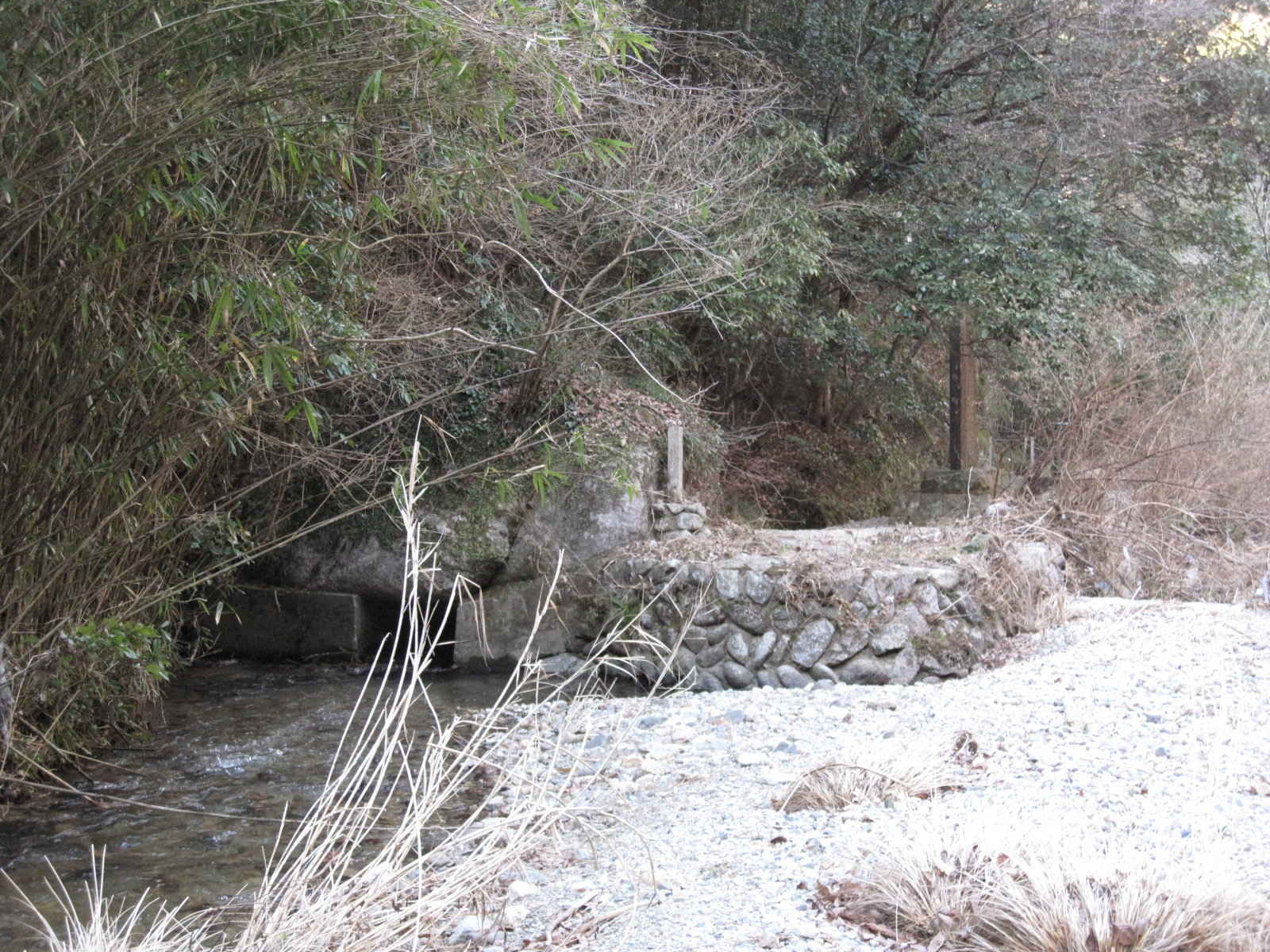
取水口
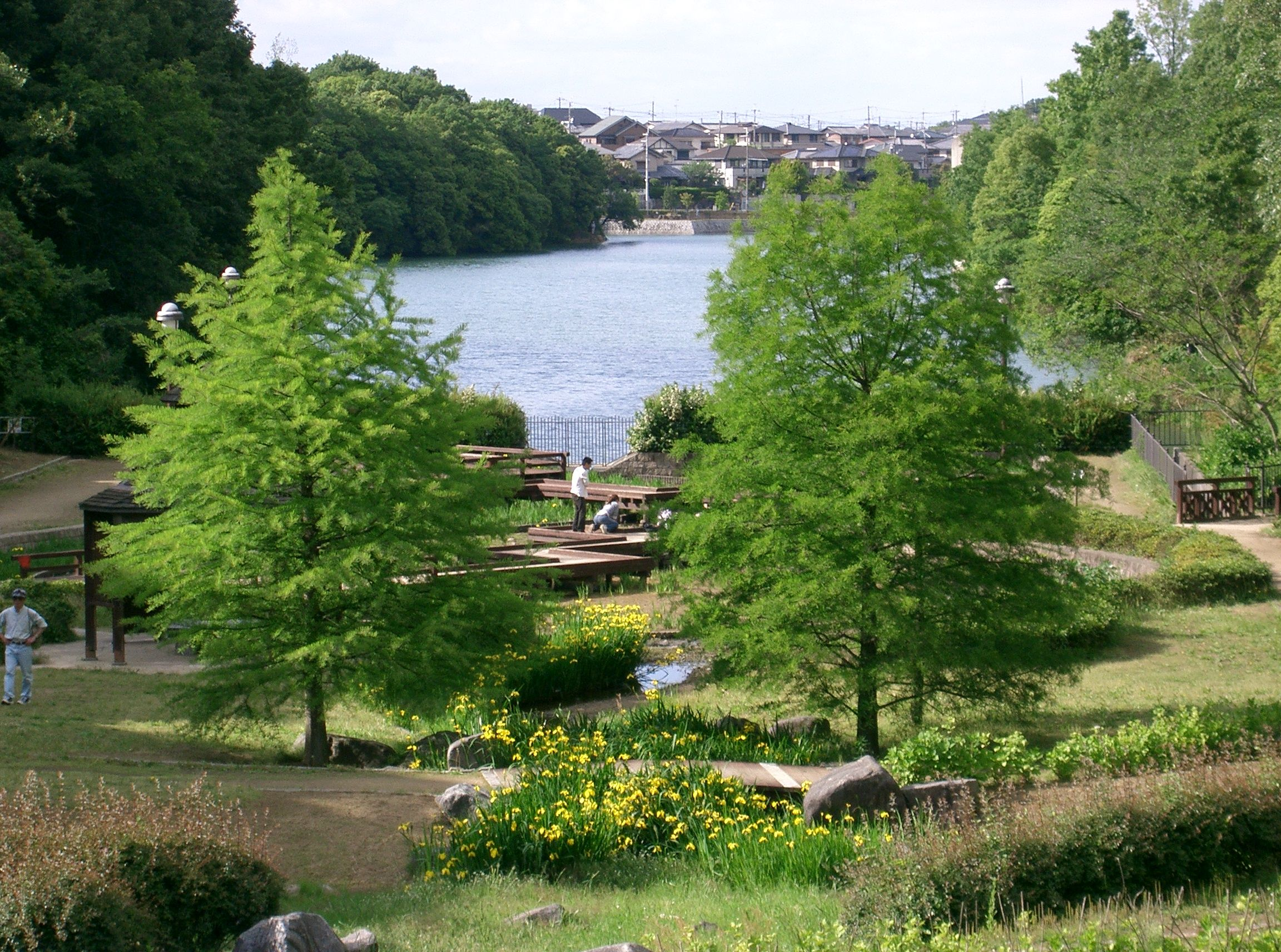
流入点近くの菖蒲園

寺ヶ池公園
- 池の南側にはメインの四季の広場と噴水がある。東側には庭球場や野球場、ゲートボール場、市営プールがある。
- 池の西側にある弁天山広場には福神弁財天寺ヶ池鎮守がある。

## 歴史
- 1633年から1649年までの16年をかけて、上原村（現 同市上原町付近）の庄屋だった中村與次兵衛（なかむらよじべえ）が中心となり、新田開発の為、元々、小山田村（池の南側）と市村（池の北側）の村境にあった小さい池を拡張して作られた。延べ4万人が動員され昼夜をとわず作られた[4][5]。一方で、池を築造工事に反対する農民もいた。
- 池の築造によって、築造当時の膳所藩領であった市村の一部（現 同市楠町東）を、池の敷地の代替地として三好氏領であった小山田村に譲った[6]。
- 1940年に当時の金額で18,500円をかけて、用水路を檜材からコンクリート樋管に改築した[7]。
- 1966年、堤防から漏水が始まったことを機に改築工事を開始する。池の西側にある弁天山の土を使った堤防の補強や、水門の操作を油圧式自動開閉に改良した。工費は当時の金額で約7,000万円で、1969年に完成した。[7]

年表
- 1633年：築造工事を開始。
- 1649年：寺ヶ池が完成。
- 1940年：用水路をコンクリート樋管に改築。
- 1966年：池の改築工事を開始。
- 1968年12月：寺ヶ池取水塔が完成。
- 1969年：池の改築工事が完成。
- 1995年：遊歩道の整備を開始。
- 1999年：遊歩道を整備が完成。